# Veribubo
Veribubo är ett släkte av tvåvingar. Veribubo ingår i familjen svävflugor.

## Dottertaxa tillVeribubo, i alfabetisk ordning[1]
- Veribubo albinus
- Veribubo albula
- Veribubo angusteoculata
- Veribubo anus
- Veribubo arenarius
- Veribubo capella
- Veribubo desertus
- Veribubo emelijanovi
- Veribubo gazella
- Veribubo gorodkovi
- Veribubo heteropterus
- Veribubo hongoricus
- Veribubo latipennis
- Veribubo latonus
- Veribubo mervensis
- Veribubo mesasiaticus
- Veribubo misellus
- Veribubo mongolicus
- Veribubo nitidifrons
- Veribubo olgae
- Veribubo pallescens
- Veribubo perepelovi
- Veribubo ravus
- Veribubo saffra
- Veribubo samarkandicus
- Veribubo saudensis
- Veribubo semifuscus
- Veribubo tabaninus
- Veribubo transcaspica
- Veribubo tsagani
- Veribubo uentshis